# Frank Feighan
Frank Feighan ( /ˈ f iː ən / ; né le 4 juillet 1962) est un homme politique irlandais du Fine Gael qui est Teachta Dála (TD) pour la circonscription de Sligo-Leitrim depuis 2020, et auparavant de 2007 à 2016 pour la circonscription de Roscommon-Sud Leitrim. Il est ministre d'État au ministère de la Santé de juillet 2020 à décembre 2022. Il est auparavant sénateur du comité administratif de 2002 à 2007 et de 2016 à 2020, après avoir été nommé par le Taoiseach,.

## Jeunesse
Feighan est né à Sligo en 1962, mais est originaire de Boyle, dans le comté de Roscommon. Il est marié et a deux enfants. Il vit à Sligo avec sa famille.
En 2008, Feighan figure sur la liste irlandaise des députés possédant des portefeuilles privés notables. La propriété de plusieurs propriétés en plus des actions de sociétés minières, ainsi que des actions d'institutions financières sont cotées.

## Carrière politique
Il est membre du conseil du comté de Roscommon de 1999 à 2004. Feighan est élu pour la première fois au Dáil lors des élections générales de 2007. Il est porte-parole adjoint du parti pour les transports et l'éducation, avec une responsabilité particulière pour les transports ruraux et scolaires de 2007 à 2010. En juillet 2010, il est nommé porte-parole du parti pour les affaires communautaires, d'égalité et du Gaeltacht.
Le 13 juillet 2015, il annonce qu'il ne se présentera pas aux élections générales de 2016.
Peu avant que le Royaume-Uni ne vote en faveur de sa sortie de l'Union européenne, il exprime son souhait que la république d'Irlande rejoigne le Commonwealth.
Il est le porte-parole du Fine Gael Seanad pour la santé mentale et les personnes âgées.
En juillet 2020, à la suite de la formation du 32e gouvernement irlandais, Feighan est nommé ministre d'État au ministère de la Santé chargé de la santé publique, du bien-être et de la stratégie nationale antidrogue.
Il n'est pas reconduit en tant que ministre adjoint au sein du 33e gouvernement irlandais en décembre 2022.